# Alexander Murray (Geologe)
Alexander Murray (* 2. Juni 1810 in Dollerie House, Crieff, Schottland; † 18. Dezember 1884 ebenda) war ein schottischer Geologe und erster Direktor des Geological Survey von Neufundland.
Sein Vater war der 8. Laird von Dollerie und fuhr als Kapitän für die Ostindienkompanie zur See. Auch Alexander Murray war für eine Karriere auf See vorgesehen, nachdem er sich bei seiner anfänglichen schulischen Ausbildung in Edinburgh als Problemschüler erwies. Er besuchte das Royal Naval College in Portsmouth und fuhr dann zur See. 1827 wurde er in der Schlacht von Navarino verwundet. 1830 legte er die Prüfungen zum Leutnant ab, da es aber in der Kriegsmarine in Friedenszeiten keine Aufstiegschancen gab, nahm er 1835 seinen Abschied. Er erwarb Farmland in Kanada und wanderte nach seiner Heirat 1837 nach Kanada aus. Da dort aber damals eine wirtschaftliche Depression herrschte, ging er wieder in den Militärdienst und kehrte 1841 nach England zurück. Über eine Bekanntschaft mit William Edmond Logan, der dabei war, den Geological Survey von Kanada zu gründen, erhielt er ein Angebot dort als Assistent angestellt zu werden, wenn er sich genug geologische Grundkenntnisse aneignete, was er noch in England tat. Vermessungskenntnisse brachte er von seiner maritimen Ausbildung mit. 1843 begann er mit seinen geologischen Feldarbeiten für den Survey von Toronto bis zum Lake Couchiching, wobei er erste metamorphe Gesteine in Kanada bestimmte bei den Fällen des Severn. Er assistierte Logan bei dessen Aufnahmen und arbeitete danach vor allem im Westen Kanadas (unabhängig von Logan). Im Gegensatz zum finanziell unabhängigen Logan war er auf den Verdienst beim Survey angewiesen. Seine Feldarbeiten von 1847 führten zur Etablierung der Huronischen Formation präkambrischer Gesteine und seine Erkundung einer magnetischen Anomalie bei Creighton in Ontario führte 1856 zu den ersten Hinweisen auf die Nickel- und Kupfervorkommen im Sudbury-Becken. Er fand auch Ölquellen, die damals aber noch wenig ökonomischen Wert hatten. 1863 wurde als Ergebnis der Erkundungen die Geology of Canada veröffentlicht und der Survey kam zu einem Abschluss.
1864 begann seine Zeit als Direktor der geologischen Aufnahme von Neufundland, deren Abschlussbericht 1881 veröffentlicht wurde, verfasst mit dem von ihm ausgebildeten Assistenten Howley. Davor waren geologische Kenntnisse im Wesentlichen nur von der Küste vorhanden und sein Bericht zeigte die Möglichkeit von Land- und Holzwirtschaft sowie Mineralvorkommen, die Einkommensmöglichkeiten jenseits des Fischfangs eröffneten. Schon 1873 veröffentlichte er auf eigene Kosten eine geologische Karte von Neufundland und 1875 leitete er die Erkundung für eine geplante Eisenbahnlinie in Neufundland.
1877 erhielt er den Orden von St. Michael und George.
Seine erste Frau, die er noch in Schottland geheiratet hatte, starb 1861 bei einem Schlittenunfall und Murray heiratete 1868 in zweiter Ehe Elizabeth Cummins. Aus der zweiten Ehe gingen sechs Kinder hervor. Aus gesundheitlichen Gründen kehrte er 1883 nach Schottland zurück.

## Schriften
- mit James Patrick Howley: Geological Survey of Newfoundland, London 1881
- mit Howley: Reports of Geological Survey of Newfoundland, from 1881 to 1909, St John’s, 1918
- Glaciation of Newfoundland, Transactions Royal Soc. Canada, 1883